# Filfla
Filfla egy kicsi, terméketlen, lakatlan sziget Máltától 5 kilométerre délre, ez a máltai szigetvilág legdélebbi pontja. A terület Żurrieq helyi tanácshoz tartozik. Nevét az arab filfel szóból származtatják, ami borsot jelent.

## Történelme
Területe 6 hektár. A sziget egy 60 méter magas sziklaszirt tetején egy lapos mészkőfennsíkból áll. A szigeten csak egy építmény, egy kápolna állt, amelyet egy barlangba vájva építettek 1343-ban, ezt azonban 1856-ban egy földrengés megsemmisítette, és elsüllyesztette a sziget egy részét is. A kápolna oltárképét ma Żurrieq templomában őrzik. Az első máltai régészeti feltárásokat végző Emmanuel Magri atya említi 1904-ben, hogy a szigeten még keréknyomokat látott. 1971-ig az angol hadiflotta és az angol légierő lőgyakorlatra használta a szigetet, ami szintén jelentős károkat okozott.
1980-ban madárrezervátum lett. A Filflai Nemzeti Park, amelyet 1988-ban hoztak létre, gondoskodik a sziget irányításáról, köztük a halászati tilalom betartásáról, ami egy tengeri mérföldön (1,9 kilométer) belül érvényes. A tilalmat részben az esetleg fel nem robbant lövedékek is indokolják.

## Élővilága
A tengeri madarak három faja szaporodik a szigeten: európai viharfecske (kb. 5000 pár), Cory’s vészmadár (kb. 200 pár) és a sárgalábú sirály (kb. 130 pár). A faligyík egy fajtája és a lampedusa imitatrix (nincs magyar neve) is honos Filflán. Szintén megtalálható a nagyon nagyméretű vad póréhagyma, amely akár két méter magasra is megnőhet.

## A sziget ma
Filfa csak oktatási vagy tudományos célból megközelíthető, de ehhez is előzetes engedély kell a minisztériumtól. 2006-ban átfogó felmérést terveztek a sziget és a környező vizek, főként az élővilág állapotáról.
A legtöbb turista a Wied iż-Żurrieq öbléből látja a szigetet, ahonnan a Kék barlanghoz kihajóznak a csónakok. A Filflával szemben levő máltai parton találhatók Ħaġar Qim és Mnajdra templomromjai, a lovagkori Ħamrija-torony, és egy emlékmű Málta egyik brit kormányzójának, Walter Norris Congreve-nek.

## Külső hivatkozások
- Fényképek Filfláról. www.maltavista.net. [2008. december 6-i dátummal az eredetiből archiválva]. (Hozzáférés: 2008. november 18.)